# Cârța (Harghita)
Cârța (em húngaro: Csíkkarcfalva) é uma comuna romena localizada no distrito de Harghita, na região histórica da Transilvânia. A comuna possui uma área de 78.36 km² e sua população era de 2708 habitantes segundo o censo de 2007.